# História do Senegal

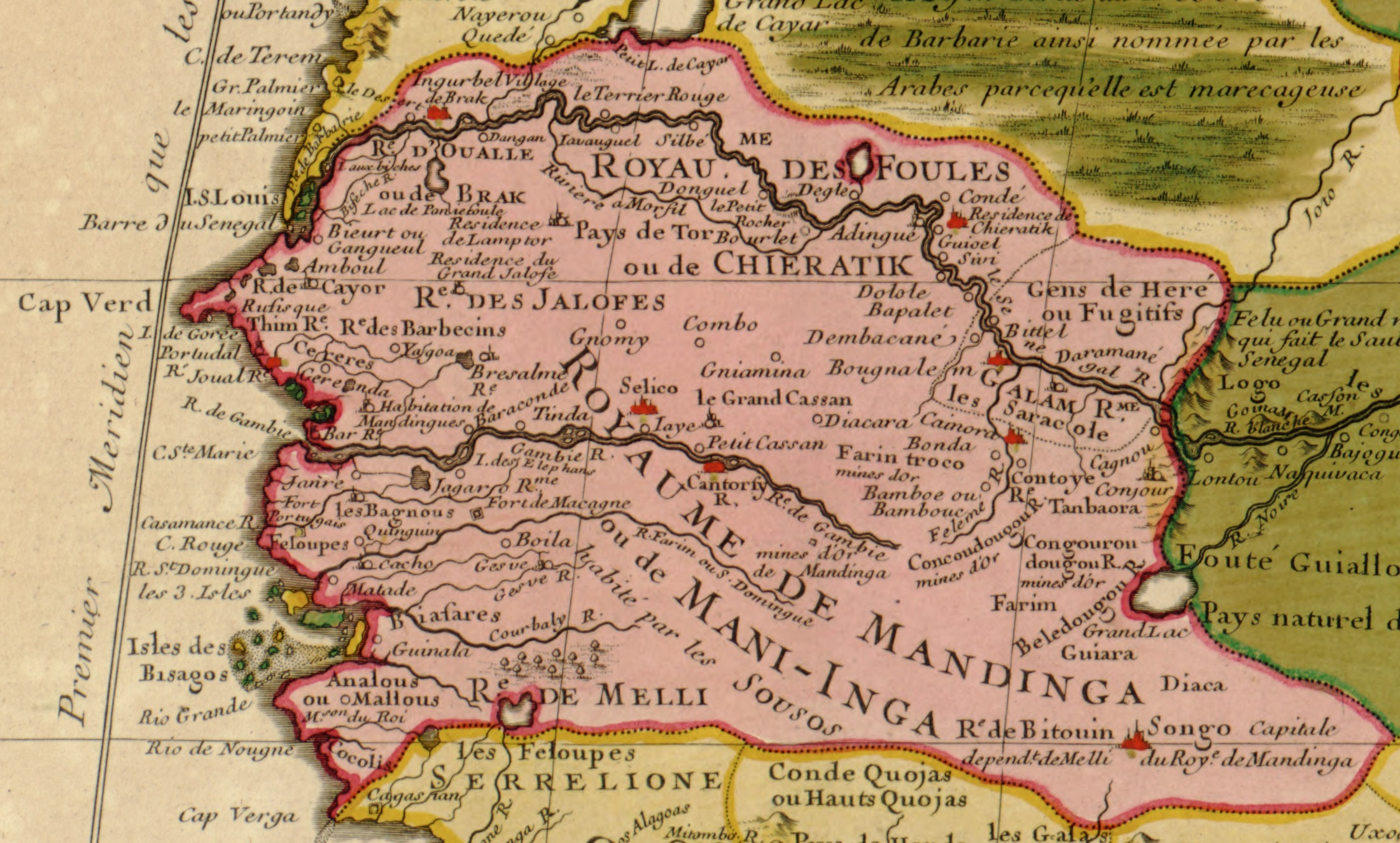
Mapa histórico da Senegâmbia em 1707

A História do Senegal é um domínio de estudos de história que se estende desde as origens primitivas até os dias atuais.
Diversos restos pré-históricos comprovam que a ocupação humana do atual território do Senegal remonta a mais de 350.000 anos atrás. O historiador árabe Albacri já se referia no ano de 1068 ao Reino de Tacrur, situado no atual território do Senegal e cuja fundação dataria do início da era cristã. Após o estabelecimento de relações com o norte da África, no século X, a população do reino converteu-se ao islamismo. A costa senegalesa foi um dos territórios da África Negra colonizados pelos europeus. A ilha de Gorée, em frente a Dakar, foi durante séculos um dos mais importantes centros de tráfico de escravos da África. Ali se estabeleceram primeiro os portugueses, que haviam dobrado o cabo Verde em 1444; depois os holandeses, e finalmente os franceses, que em 1638 fundaram um entreposto comercial na foz do rio Senegal. Ao longo dos séculos XVII e XVIII os colonizadores europeus exportaram escravos, goma arábica, ouro e marfim do Senegal. Uma feitoria francesa estabelecida na foz do rio transformou-se na cidade de Saint Louis. Entre 1693 a 1814, a França e o Reino Unido se alternaram no controle do litoral senegalês.
Depois de sofrer uma ocupação britânica, em 1816, Saint Louis e a ilha de Gorée, que haviam sido atribuídas à França pelo Tratado de Paris, de 1814, voltaram efetivamente ao domínio francês no ano seguinte. Na época de Napoleão III os franceses penetraram no interior do território, sob o comando de Louis-Léon Faidherbe, que o ocupou efetivamente e o transformou em ponta-de-lança da colonização francesa na África negra. No fim do século XIX, o Senegal passou a integrar a África Ocidental Francesa, e parte dos habitantes urbanos do país obteve a cidadania francesa. Em 1946 a medida foi estendida a todos senegaleses e o país tornou-se território ultramarino da França.
Em 1958, a antiga colônia tornou-se uma república autônoma e no ano seguinte, sob o patrocínio da metrópole, se uniu ao Sudão Francês (depois Mali) para formar a Federação do Mali, que se tornou independente em junho de 1960. Em agosto do mesmo ano, o Senegal rompeu seu vínculo com a federação, declarou-se independente e elegeu como presidente Léopold Sédar Senghor.
Político moderado e intelectual de grande prestígio, tido internacionalmente como um dos maiores poetas da África, Senghor governou o país por vinte, até 1981, quando renunciou por idade, favor de seu primeiro-ministro, Abdou Diouf. No mesmo ano, um golpe de estado na vizinha Gâmbia motivou a intervenção de tropas senegalesas, e em 1º de fevereiro de 1982 foi constituída a Confederação da Senegâmbia, acordo entre os dois países em questões militares, econômicas e de política exterior, sem prejuízo de suas próprias soberanias e respectivas instituições internas.
Vitorioso nas eleições presidenciais de fevereiro de 1983, Diouf aumentou seus poderes, abolindo o cargo de primeiro-ministro. Nos últimos anos da década de 1980, manifestações separatistas de Casamance tumultuaram a situação do país. Diouf foi reeleito em 1988 e 1993, em meio a acusações de fraude, mas os resultados dos pleitos foram confiirmados pela justiça.
Nas eleições presidenciais de 2000, Abdoulaye Wade, do Partido Democrático Senegalês (PDS), derrota Diouf e é eleito presidente. Desde 1982, o Movimento das Forças Democráticas de Casamance (MFDC) luta pela independência da região de Casamance, ao sul de Gâmbia. Apesar de acordos de cessar-fogo em 2000 e 2001, os combates prosseguem.
Em 2001, uma nova constituição é aprovada. Em 2004, o governo chega a um acordo com os separatistas de Casamance, mas uma facção rebelde continua lutando. Em 2005, a Espanha aceita receber imigrantes legais do Senegal, para conter fluxo migratório ilegal às ilhas Canárias, arquipélago espanhol na costa africana.
Nas eleições presidenciais de 2007, Wade é reeleito com 55,9% dos votos. No mesmo ano, a coalização liderada pelo PDS conquista 131 das 150 cadeiras da Assembleia Nacional, sob boicote da oposição. Cheiki Hadjibou Soumaré torna-se primeiro-ministro. Em outubro de 2008, a ONU destina 15 milhões de dólares para 36 mil produtores de amendoim.
Nas eleições locais de 2009, o partido governista sofre grande derrota da oposição, o que leva o primeiro-ministro Soumaré a renunciar em abril. No mês seguinte, Souleymane Ndéné Ndiaye assume o cargo. Em setembro, recrudesce a violência em Casamance, perto da Guiné-Bissau. Separatistas matam seis soldados e um civil, enquanto os militares bombardeiam uma base rebelde. Centenas de pessoas fogem da área de conflito.

### Artigos
- História da África
- História da África Ocidental
- África Ocidental Francesa
- Léopold Sédar Senghor